# Taubitz (Gemeinde Lichtenau im Waldviertel)
Taubitz ist eine Ortschaft und eine Katastralgemeinde in der Gemeinde Lichtenau im Waldviertel in Niederösterreich.

## Geschichte
Eine erste Ansiedlung dürfte in der Zeit zwischen 700 und 800 n. Chr. entstanden sein, als germanische und slawische Stämme begannen, das Land urbar zu machen. Der Name „Taubitz“ geht möglicherweise auf das altslawische Wort für Höhle, Erdhöhle oder Baumhöhle zurück, das heute im Tschechischen doupa oder im Slowenischen dupa heißt. Taubitz ist davon eine mit -ica gebildete Verkleinerungsform, die aus der Grundform dupica nach den Gesetzen der Zweiten Deutschen Lautverschiebung geformt wurde.
Die erste urkundliche Nennung des Ortes erfolgte im Jahr 1232, als Herzog Friedrich II. den Ort an das Kloster Klein-Mariazell schenkte. Die Ausstellung der Urkunde erfolgte in Grottendorf, wo Friedrich zur Jagd weilte, und dokumentiert, wie er seitens der Kirche bedrängt wurde. Das Kloster Klein-Mariazell veräußerte den Ort im Jahr 1283 an das Kloster Heiligenkreuz, um Schulden zu begleichen. Im 14. Jahrhundert scheint Stephan von Maissau als Lehensherr von Taubitz auf und in der zweiten Hälfte des 15. Jahrhunderts gehörte Taubitz zur Herrschaft Dürnstein und kam später an das Stift Göttweig.
Um die Mitte dieses 17. Jahrhunderts war die freiherrliche Familie von Trautmannsdorf, genannt wird 1652 Adam Maximilian von Trautmannstorff, Inhaberin der Herrschaft Brunn, der neben 16 anderen Orten auch das Dorf Taubitz untertänig war, und im Jahre 1812 erwarb Josef Michael von Ehrenfels die Herrschaft Brunn mitsamt den zugehörigen Orten, somit auch Taubitz. Dieser hatte die Ortsobrigkeit bis zum Jahre 1848 inne. 
Im Jahr 1850 konstituierte sich der Ort als Gemeinde.